# Sultano

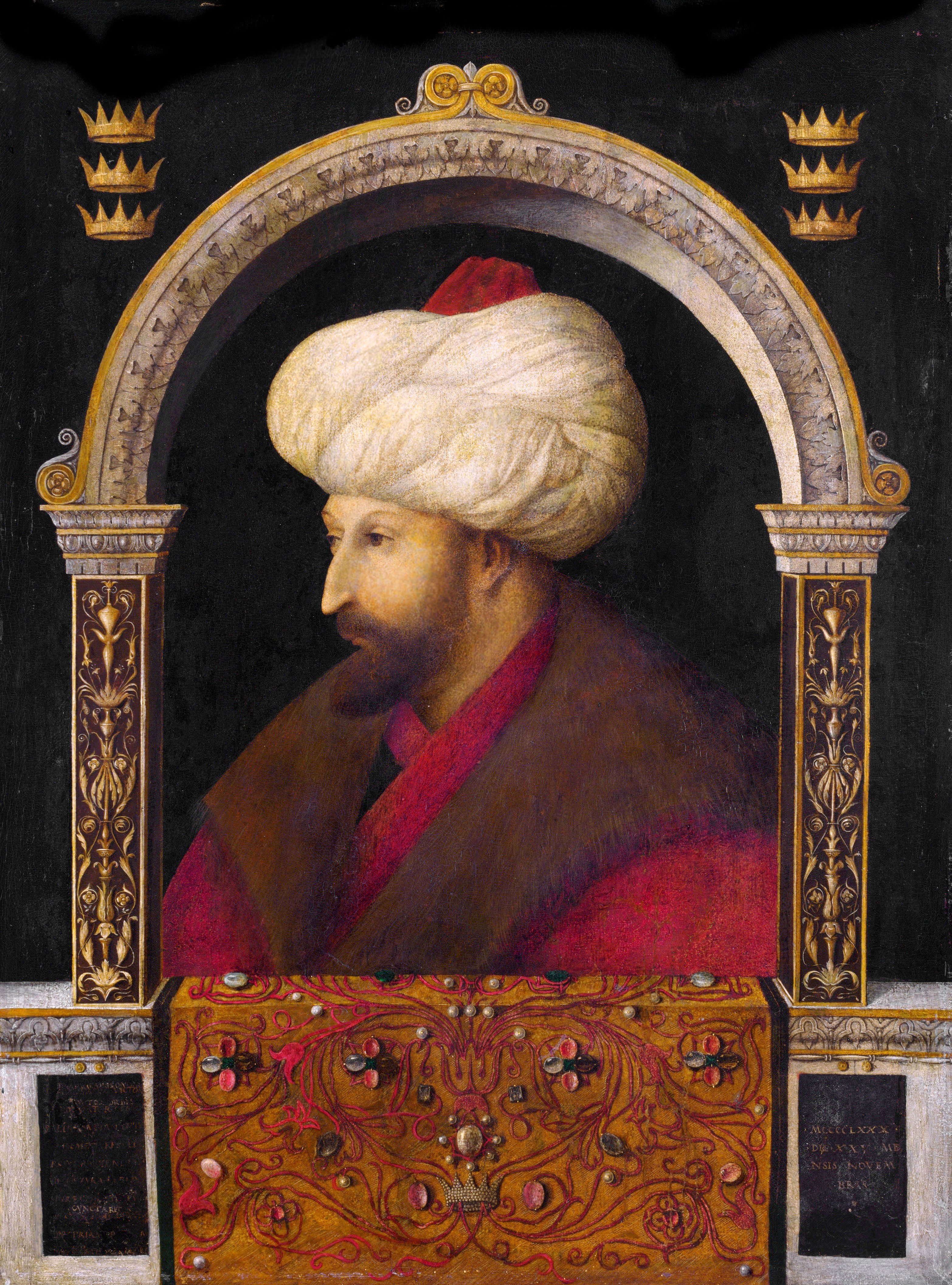
Il sultano turco ottomano Maometto II

Sultano (in arabo سلطان‎?, sulṭān, dal vocabolo sulṭa, "forza", "autorità") è il titolo di sovrano impiegato da numerose dinastie arabe (per esempio nel Maghreb e in Arabia, e più esattamente nel Najd) e non arabe che ressero territori più o meno ampi del Vicino e Medio Oriente islamico.
Esisteva anche la forma femminile del titolo: Sultana, riservato alle mogli legittime e alle figlie dei Sultani. Nella forma originale, Sultan, è anche un nome proprio di persona maschile diffuso nella cultura araba, mentre Zoltán lo è in ambito ungherese.

## Storia
Si discute molto su chi abbia per la prima volta usato questo vocabolo, preferendolo ai termini arabi Malik (re), Amīr (comandante) o Qāʾid (capo). Di certo furono chiamati sultani gli Ayyubidi di Siria, Egitto, Arabia e Yemen, di etnia curda, quindi iranici e linguisticamente indoeuropei. 
Sultani furono anche i loro successori Mamelucchi (Turchi e Circassi), i Turchi selgiuchidi e, più noti forse fra tutti nell'Europa cristiana, gli Ottomani. Nel Marocco, il sultano ha cambiato il suo titolo in quello di Re nel 1957. Il titolo è, a tutto il XXI secolo, preferito da una sequela abbastanza ampia di governanti minori musulmani che mostrano di seguitare a preferire questa titolatura di carattere puramente temporale, che non implica quindi alcuna valenza spirituale o religiosa.
Nel caso dei sultanati del Brunei, di Johor, di Aceh e di Sambas, il sultano era rappresentato in ogni regione da un raja (o ragià), cioè, letteralmente, "sindaco". Di fatto, questi alti magistrati avevano le competenze di un viceré o governatore, a dispetto del loro titolo.

## Sultanati attuali
- Brunei, indipendente dal Regno Unito dal 1984.
- Oman, indipendente dal Regno Unito dal 1971.
- Malaysia, Sultano è il titolo di sette dei nove governanti ereditari degli Stati della Federazione (Johor, Kedah, Kelantan, Pahang, Perak, Selangor e Terengganu).
- Indonesia, Sultano è il titolo del governatore ereditario dello Stato di Yogyakarta.